# طرمزد
طرمزد (اراک)، روستایی از توابع بخش مرکزی شهرستان اراک در استان مرکزی ایران است.

## جمعیت
این روستا در دهستان مشک‌آباد قرار دارد و براساس سرشماری مرکز آمار ایران در سال ۱۳۸۵، جمعیت آن ۴۲۵ نفر (۱۲۹خانوار) بوده‌است. این روستا در ۸ کیلومتری شمال اراک قرار دارد. برای دسترسی به این روستا در کنارگذر شمالی اراک بعد از میدان تره بار جاده ایست که تابلو شرکت املاح ایران در ورودی ان قرار دارد. مسیر کویر-تالاب میقان که یکی از زیباترین جاذبه‌های طبیعی استان مرکزی است هم از این روستا می‌گذرد. درآمد اکثر اهالی این روستا از کشاورزی و تا حدودی دامداری است. محصولات گندم، جو و یونجه عمده محصولات کشاورزی این منطقه است. باغهای سیب و تاکستانهای انگور هم در این روستا به مقدار محدود وجود دارد. در قدیم چهار رشته قنات در این روستا جاری بوده‌است که متأسفانه به علت کم‌آبی و چاه‌های غیرمجاز همه آن‌ها خشک شده‌است و کشاورزی در این روستا از رونق افتاده‌است.
مراسم تعزیه در این روستا بسیار پر رونق است و تقریباً در ماه‌های محرم و صفر هر شب در مسجد جامع این روستا برگزار می‌شود. در این روستا حمامی با قدمت قاجاریه وجود دارد که توسط سازمان میراث فرهنگی در حال مرمت و بازسازی است.
در صورت سرمایه‌گذاری در این روستا خصوصاً معرفی جاذبه‌های کویر-تالاب میقان طرمزد می‌تواند به عنوان روستای هدف گردشگری معرفی شود.